# Alex Gaskarth

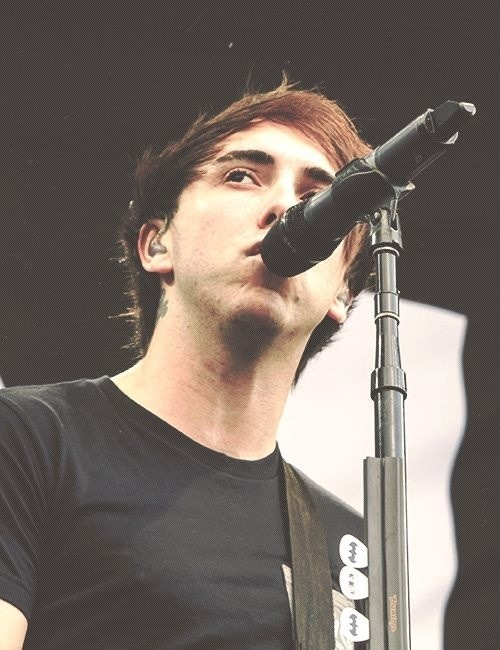
Alex Gaskarth (2012)

Alexander William Gaskarth (* 14. Dezember 1987 in Essex, England) ist ein britischer Sänger, Songwriter und Gitarrist. Er ist Frontmann der Pop-Punk-Band All Time Low aus Baltimore, Maryland.

## Leben

### Geburt und Kindheit
Alex Gaskarth wurde am 14. Dezember 1987 als Sohn von Isobel und Peter Gaskarth in Essex geboren. Im Alter von sieben Jahren zog Gaskarth mit seiner Familie in die Vereinigten Staaten, wo sie sich in Towson, einem Vorort von Baltimore, Maryland niederließen. Er hat zwei Halbschwestern, sein Halbbruder Tom starb, als Gaskarth 12 Jahre alt war.

### All Time Low
Gaskarth fing im Jahr 2002 an, mit dem späteren Gitarristen von All Time Low, Jack Barakat, Musik zu machen. Beide besuchten zu diesem Zeitpunkt noch die Highschool. 2003 gründete er mit Barakat die Band All Time Low, zu der Schlagzeuger Rian Dawson, ein Schulkamerad Barakats und Bassist Zack Merrick stießen.
Die Band veröffentlichte ihre erste EP The Three Words To Remember In Dealing With The End im Jahr 2004 über das lokale Label Emerald Moon Records. Im Jahre 2005 unterzeichnete die Band einen Vertrag bei Hopeless Records und veröffentlichte ihr Debüt-Album The Party Scene. Zusammen mit All Time Low veröffentlichte Gaskarth bisher fünf weitere Alben. Die Single Dear Maria, Count Me In aus dem 2008 erschienenen Album So Wrong, It's Right erhielt im Jahr 2015 die Platin-Schallplatte in den USA.
Ab 2013 moderierte er zusammen mit seinem Bandkollegen Jack Barakat die Radio-Podcast Full Frontal auf dem Sender idobi. Im Juni 2020 startete mit dem Podcast Crash Test Live der spirituelle Nachfolger von Full Frontal, der erneut von Gaskarth und Barakat moderiert wird. Außerdem moderierten Barakat und Gaskarth die Alternative Press Music Awards 2015. Diese Rolle übernahmen sie im Jahr 2016 erneut.

### Sonstiges
Gaskarth besitzt beim Modelabel Glamour Kills Clothing eine eigene Serie, die er unter dem Namen AWG vertreibt. Er trat bisher häufig als Gastmusiker in Erscheinung, u. a. 2011 im Lied Freaking Me Out, der Band Simple Plan. Des Weiteren ist er zu hören im Lied Kiss Me Again von We Are the In Crowd. Bei dem Album Sounds Good Feels Good von 5 Seconds of Summer arbeitete er als Produzent mit.
Im Januar 2019 wurde bekannt, dass Gaskarth neben seiner Arbeit an All Time Low zusammen mit Mark Hoppus, dem Sänger der Band blink-182, die Band Simple Creatures gegründet hat. Gemeinsam veröffentlichten sie den Song Drug.

## Privates
Alex Gaskarth ist seit April 2016 mit seiner langjährigen Freundin Lisa Ruocco verheiratet.